# 스냅 (기업)
스냅(Snap Inc.)은 캘리포니아주 샌타모니카에 본사를 둔 에반 스피겔, 보비 머피(Bobby Murphy) 및 레지 브라운(Reggie Brown)이 2011년 9월 16일에 설립한 미국의 카메라 및 소셜 미디어 회사이다. 이 회사는 스냅챗, 스페터클스(Spectacles) 및 비트모지(Bitmoji)와 같은 기술 제품 및 서비스를 개발하고 유지 관리한다. 회사 이름은 스냅챗(Snapchat Inc.)으로 처음 시작되었으나 회사 이름에 스페터클스 제품을 포함하기 위해 2016년 9월 24일 스냅(Snap Inc.)으로 브랜드가 변경되었다.
창립자들은 의결권 주식의 총 95%(스피겔이 48%, 머피가 47%)를 소유하고 있으며, 이는 한 사람이 은퇴하거나 사망할 때 다른 사람에게 양도할 수 있게 하기 위함이다.